# Francisco Hernández (futebolista)
Francisco Hernandez Pineda (Toluca, 16 de janeiro de 1924 - 24 de janeiro de 2011) foi um futebolista mexicano que atuava como meia.

## Carreira
Francisco Hernandez fez parte do elenco da Seleção Mexicana de Futebol, na Copa de 1950.